# Henrik Selberg
Henrik Selberg (Bergen, 17 de fevereiro de 1906 – 3 de setembro de 1993) foi um matemático norueguês.
Filho de Ole Michael Ludvigsen Selberg e Anna Kristina Brigtsdatter Skeie, irmão de Sigmund Selberg, Arne Selberg e Atle Selberg. Foi apontado professor da Universidade de Oslo de 1962 a 1973. É conhecido por seu trabalho sobre análise complexa e teoria do potencial.